# 晃縣芷江戰鬥
晃縣芷江戰鬥發生於1916年的護國戰爭，也是於袁世凱稱帝執政之中華帝國時期，地點則是在湖南晃縣一帶。1月30日與四川境內的敘州戰鬥與瀘州戰鬥同時進行的該場戰鬥，為相同為了中國南方控制權。經過數度攻防，王文華所屬，來自貴州的黔軍取得勝利，完全佔領湘南。隨後並於攻打湘北歷程中，發生麻陽戰鬥。